# Fritz von Friedl (Schauspieler)
Fritz von Friedl, eigentlich Fritz Friedl (* 17. April 1941 in Berlin; † 9. Oktober 2024 in Wien), war ein österreichischer Schauspieler, Synchron- und Off-Sprecher.

## Leben

### Karriere
Fritz Friedl studierte Schauspiel am Max Reinhardt Seminar in Wien. Er hatte mehrere Engagements an Theatern in Österreich und Deutschland, unter anderem in Oberhausen, am Thalia Theater in Hamburg. In Wien war er am Theater in der Josefstadt und am Ensemble Theater engagiert. Von 1972 bis 1978 war er außerdem festes Ensemblemitglied am Wiener Burgtheater. Mit George Tabori arbeitete er in den 1980er Jahren vier Jahre am Wiener Schauspielhaus im Ensemble Der Kreis.
Bereits als Kind wirkte von Friedl ab 1958 in österreichischen und deutschen Film- und Fernsehproduktionen mit. So spielte er 1962 in einer Fernsehfassung den Holzknecht Franzl in dem romantischen Zaubermärchen Der Alpenkönig und der Menschenfeind von Ferdinand Raimund. Für die Kinoproduktion Karl May wurde er 1974 von Hans-Jürgen Syberberg als Untersuchungsrichter Larrass verpflichtet. Seit den 1980er Jahren stand er auch in mehreren internationalen Kinoproduktionen und Fernsehserien vor der Kamera.
Fritz von Friedl spielte außer in vielen deutschsprachigen Produktionen auch in amerikanischen und französischen Filmen. 1979 spielte er unter der Regie von Édouard Molinaro an der Seite von Marie-Hélène Breillat und Mathieu Carrière in La pitié dangereuse, einer französischen Filmadaption des Romans Ungeduld des Herzens von Stefan Zweig. Es folgten 1983 und 1988 kleine Rollen in der US-Mini-Serie Der Feuersturm und in der Fortsetzung Feuersturm und Asche. 2003 spielte er einen Pathologen in der Fernsehverfilmung des Romans Die Rückkehr des Tanzlehrers von Henning Mankell. Eine kleine Rolle hatte er 2004 auch in dem Kinofilm Klimt.
Im Lauf seiner weiteren Schauspielkarriere war von Friedl regelmäßig auch in österreichischen und deutschen Fernsehproduktionen zu sehen, in denen er mehrere durchgehende Serienrollen, wiederkehrende Episodenrollen und auch Gastrollen übernahm. Wiederkehrende Serienrollen hatte er unter anderem neben Jenny Gröllmann und Ann-Cathrin Sudhoff als untreuer Ehemann Georg in der deutsch-österreichischen ZDF-Familienserie Iris & Violetta, in den ORF-Fernsehserien Kaisermühlen Blues und Schlosshotel Orth sowie in Julia – Eine ungewöhnliche Frau an der Seite von Christiane Hörbiger. In dieser Serie spielte er die Rolle des Arztes Dr. Burger, der wegen eines möglichen ärztlichen Kunstfehlers unter Verdacht gerät.
Über dreißig Jahre war Fritz von Friedl für den ORF als Sprecher für Kultur- und Politikbeiträge in Radio (Ö1) und Fernsehen tätig und wirkte dabei regelmäßig als Off-Sprecher von Filmdokumentationen sowie als Synchronsprecher mit.
Fritz von Friedl war als Rezitator mit literarischen Programmen tätig. In Programmen las er aus Romanen, Erinnerungen und Briefwechseln von Alexander Lernet-Holenia und Karl Anton Wolf.

### Privates
Fritz von Friedl und seine Schwester Loni von Friedl, die ebenfalls Schauspielerin ist, sind die Kinder des österreichischen Kameramanns Fritz Friedl. Einer seiner drei Söhne aus zwei Ehen ist der Schauspieler Christoph von Friedl, der mit der Schauspielerin Eva-Maria Grein von Friedl verheiratet ist.
Von Friedl lebte in Wien und engagierte sich im Vorstand des Verbandes der Österreichischen FilmschauspielerInnen (VÖFS).
Im Oktober 2024 starb er im Alter von 83 Jahren.

## Filmografie (Auswahl)
- 1951: Schwindel im Dreivierteltakt
- 1951: Der fidele Bauer
- 1952: Frühlingsstimmen
- 1952: Ideale Frau gesucht
- 1953: Der Bauernrebell
- 1953: Pünktchen und Anton
- 1953: Du bist die Welt für mich
- 1954: Der rote Prinz
- 1954: Verliebte Leute
- 1958: Der Page vom Palast-Hotel
- 1962: Der Alpenkönig und der Menschenfeind (Fernsehfilm)
- 1962: Lulu
- 1964: Hafenpolizei (Fernsehserie, 1 Folge)
- 1966: Ulrich und Ulrike (Fernsehserie)
- 1968: Hafenkrankenhaus (Fernsehserie)
- 1969: Marinemeuterei 1917
- 1970: Das gelbe Haus am Pinnasberg
- 1970: Der Polizeiminister
- 1970: Maximilian von Mexiko (Fernsehspiel)
- 1971: Hamburg Transit – 35 Minuten Verspätung
- 1972: Wir 13 sind 17 (Fernsehserie)
- 1974: Karl May
- 1975–1979: Ein echter Wiener geht nicht unter (Fernsehserie, 1 Folge)
- 1975: Vollmacht zum Mord
- 1976: Ein Badeunfall (Fernsehfilm)
- 1977: Zum großen Wurstel
- 1977: Der grüne Kakadu (Fernsehfilm)
- 1979: Das Geheimnis der eisernen Maske (The 5th Musketeer)
- 1979: Das Licht der Gerechten (Miniserie)
- 1979: Leutnant Gustl (Fernsehfilm)
- 1979: La pitié dangereuse (Ungeduld des Herzens) (Fernsehfilm)
- 1980: Maria Theresia
- 1980: Fantomas (Fernsehserie, 1 Folge)
- 1983: Der Feuersturm (Winds of War)
- 1984: Ein Abend zu zweit (Fernsehfilm)
- 1985: Red Heat: Unschuld hinter Gittern (Red Heat)
- 1986: Tatort: Wir werden ihn Mischa nennen (Fernsehreihe)
- 1987: Ein Mann nach meinem Herzen (Fernsehfilm)
- 1988: Feuersturm und Asche (War and Remembrance)
- 1989: Tatort: Geld für den Griechen
- 1989: Recht, nicht Rache
- 1992: Mord im Wald
- 1992–2000: Kaisermühlen Blues (Fernsehserie)
- 1993: Muttertag
- 1994: Tatort: Ostwärts
- 1994–1995: Iris & Violetta (Fernsehserie)
- 1995: Kommissar Rex (Fernsehserie)
- 1996: Der See
- 1997: Crazy Moon (Fernsehfilm)
- 1997: Tatort: Morde ohne Leichen
- 1998: Clarissa – Tränen der Zärtlichkeit (Fernsehfilm)
- 1999: HeliCops – Einsatz über Berlin (Fernsehserie)
- 1999: Aus heiterem Himmel
- 1999: Tatort: Passion
- 1999–2005: Schlosshotel Orth (Fernsehserie)
- 2000: Julia – Eine ungewöhnliche Frau
- 2000: Der Bulle von Tölz: Mord im Chor
- 2001: Polizeiruf 110: Gelobtes Land
- 2002: Medicopter 117 – Jedes Leben zählt: Rufmord
- 2004: Der Weihnachtshund
- 2004: Die Rückkehr des Tanzlehrers
- 2005: Zwei Weihnachtshunde
- 2006: Klimt
- 2006: Der Winzerkönig
- 2007: Die Rosenheim-Cops – Ein mörderischer Abgang
- 2008: Die Liebe ein Traum
- 2008: Inga Lindström: Hannas Fest (Fernsehreihe)
- 2008: Der Nikolaus im Haus
- 2008: Gott schützt die Liebenden
- 2009: Mein Kampf
- 2010: Pfarrer Braun (Fernsehserie, 1 Folge)
- 2010: Heimat zu verkaufen (Fernsehfilm)
- 2011: Die Samenhändlerin
- 2011: Die Rosenheim-Cops – Das letzte Rezept
- 2011: Das Mädchen auf dem Meeresgrund
- 2011: Der Wettbewerb (Fernsehfilm)
- 2012: Sisi … und ich erzähle euch die Wahrheit (Fernsehfilm)
- 2014–2016: Rote Rosen (Fernsehserie)
- 2014: Das Traumhotel – Marokko
- 2015: Henry
- 2015: Weihnachts-Männer
- 2016: Das Sacher (Fernsehfilm)
- 2018: Inga Lindström: Das Geheimnis der Nordquists (Fernsehreihe)